# Linjiang
Linjiang (chiń. 临江; pinyin Línjiāng) – miasto na prawach powiatu w północno-wschodnich Chinach, w prowincji Jilin, w prefekturze miejskiej Baishan, przy granicy z Koreą Północną. W 1999 roku liczba mieszkańców miasta wynosiła 187 927.